# Leonid Gaidai
Leonid Iovici Gaidai (în rusă Леонид Иович Гайдай; n. 30 ianuarie 1923, Svobodnîi, RSFS Rusă, URSS – d. 19 noiembrie 1993, Moscova, Rusia) a fost un actor, regizor și scenarist rus de teatru și film. Artist al Poporului URSS (1989). Este cel mai popular regizor sovietic de filme de comedie.

## Filmografie
Ca regizor
- 1956 Ultima întâlnire (Долгий путь / Dolghi put)
- 1965 Operațiunea Î (Операция «Ы» и другие приключения Шурика)
- 1967 Prizoniera din Caucaz (Кавказская пленница)
- 1968 Mâna cu briliante (Brilliantovaia ruka)
- 1971 12 scaune (12 стульев / 12 stuliev)
- 1973 Țarul Ivan își schimbă profesia (Иван Васильевич меняет профессию)
- 1975 S-a întâmplat în anii '20 (Не может быть! / Ne mojet bît!)
- 1982 Loto-prono 82 (Спортлото-82 / Sportloto-82)